# Daniel Webster Turner
Daniel Webster Turner (* 17. März 1877 in Corning, Adams County, Iowa; † 15. April 1969) war ein US-amerikanischer Politiker (Republikanische Partei) und von 1931 bis 1933 der 25. Gouverneur des Bundesstaates Iowa.

## Frühe Jahre
Daniel Turner besuchte bis 1898 die Corning Academy. Danach nahm er am Spanisch-Amerikanischen Krieg von 1898 teil. In diesem Krieg war er bis 1899 auf den Philippinen eingesetzt. Nach seiner Militärzeit wurde er in der Landwirtschaft und im Handel tätig. Zwischen 1904 und 1909 saß er im Senat von Iowa. Die folgenden 20 Jahre ist er politisch nicht in Erscheinung getreten. Erst im Jahr 1930 wurde er als Kandidat der Republikaner zum neuen Gouverneur seines Staates gewählt.

## Gouverneur von Iowa
Daniel Turner trat sein neues Amt am 15. Januar 1931 an. Seine gesamte zweijährige Amtszeit war von der Weltwirtschaftskrise überschattet. In diesem Zusammenhang setzte er sich für eine Steuerreform ein. Außerdem sollten die Mindestlöhne der Lehrer gesenkt werden, um den Haushalt zu entlasten. In der Landwirtschaft kam es zu turbulenten Auseinandersetzungen, nachdem beim Vieh eine Tuberkuloseepidemie ausgebrochen war. Diese Seuche verschlimmerte die Lage der ohnehin von der Wirtschaftskrise schwer betroffenen Farmer noch mehr. Diese wehrten sich gegen die notwendigen tiermedizinischen Untersuchungen und dem Gouverneur blieb nichts anderes übrig, als die Nationalgarde zu mobilisieren, um die Tierärzte während der Untersuchungen zu schützen. Trotz all dieser Vorkommnisse stellte sich Turner 1932 zur Wiederwahl, die er allerdings gegen den Demokraten Clyde L. Herring verlor. Somit wurde erstmals seit 1890 wieder ein Demokrat zum Gouverneur dieses Staates gewählt.

## Weiterer Lebensweg
Im Jahr 1934 bewarb sich Turner nochmals erfolglos um eine Rückkehr in das Amt des Gouverneurs. Während des Zweiten Weltkrieges war er von 1942 bis 1945 Mitglied des Produktionsausschusses (Production Board) in Washington. Im Jahr 1955 war er an der Gründung der National Farmers Association, einer Vereinigung amerikanischer Landwirte, beteiligt. Er starb im Jahr 1969 im Alter von 92 Jahren. Mit seiner Frau Alice Sample hatte er drei Kinder.